# Perizoma saawichiata
Perizoma saawichiata är en fjärilsart som beskrevs av Blackmore 1915. Perizoma saawichiata ingår i släktet Perizoma och familjen mätare. Inga underarter finns listade i Catalogue of Life.